# Estación de Rebollo de Duero
Rebollo de Duero fue una estación de ferrocarril situada en el municipio español de Rebollo de Duero, en la provincia de Soria. Las instalaciones formaban parte de la línea Valladolid-Ariza y estuvieron en servicio entre 1895 y 1994.

## Historia
Tras varios años de obras, la línea Valladolid-Ariza fue abierta al tráfico en 1895. Los trabajos de construcción corrieron a cargo de la compañía MZA, que en el municipio de Rebollo de Duero levantó una estación de 3.ª clase. Además de un edificio de viajeros, el complejo ferroviario disponía de un muelle de mercancías y varias vías de servicio.
En 1941, con la nacionalización del ferrocarril de ancho ibérico, las instalaciones pasaron a manos de RENFE. En 1978 la estación fue reclasificada como apeadero sin personal, reflejo de la decadencia que por entonces ya atravesaba la línea. En enero de 1985 las instalaciones, al igual que el resto de la línea, fueron clausuradas al tráfico de pasajeros. El trazado todavía se mantuvo abierto para la circulación de trenes de mercancías durante algún tiempo, hasta su clausura definitiva en 1994.
En la actualidad las instalaciones se encuentran rehabilitadas y en buen estado de conservación.